# Backusella ctenidia
Backusella ctenidia är en svampart som först beskrevs av Durrell & M. Fleming, och fick sitt nu gällande namn av Pidopl. & Milko ex Benny & R.K. Benj. 1975. Backusella ctenidia ingår i släktet Backusella och familjen Mucoraceae.   Inga underarter finns listade i Catalogue of Life.